# كارولين كون
كارولين كون (بالإنجليزية: Caroline Coon)‏ هي صحفية الموسيقى ورسامة وصحفية وكاتِبة بريطانية، ولدت في 1945 في لندن في المملكة المتحدة.

## وصلات خارجية
- الموقع الرسمي
- كارولين كون على موقع IMDb (الإنجليزية)
- كارولين كون على موقع ديسكوغز (الإنجليزية)